# Stráž nad Ohří
Stráž nad Ohří è un comune della Repubblica Ceca facente parte del distretto di Karlovy Vary, nella regione omonima.